# Local government community
Een local government community (Frans: Centre d'administration locale) was een type van lokaal bestuur in de Canadese provincie Newfoundland dat bestond van 1952 tot en met 1980. LGC's vormden tezamen met de towns, rural districts en local improvement districts de toen in Newfoundland bestaande gemeenten.
Anders dan de andere gemeenten hadden LGC's niet het recht om belastingen te heffen, net zoals de in 1980 in het leven geroepen local service districts. LGC's werden opgericht op vraag van een lokale gemeenschap en hadden een bestuur bestaande uit drie verkozen personen.

## Geschiedenis
Het local government community werd als bestuursvorm in het leven geroepen door de Community Councils Act in 1952, drie jaar na de toetreding van Newfoundland tot de Canadese Confederatie. In 1956 telde de provincie 20 local government communities (LGC's). Hun aantal steeg naar 38 in 1961, naar 65 in 1966 en verder naar 103 in 1971. In 1976 telde Newfoundland 138 LGC's.
Via de Municipalities Act, die in werking trad op 1 april 1980, werden alle local government communities omgevormd tot communities. Deze communities werden in 1996 op hun beurt allen towns.

## Lijst
Hieronder volgt een lijst van alle plaatsen die in het verleden een local government community waren. Newfoundland heeft in de periode 1952–1980 in totaal 169 LGC's geteld.
- Admirals Beach
- Anchor Point
- Appleton
- Aquaforte
- Badger
- Baine Harbour
- Bellburns
- Benton
- Berry Head
- Bide Arm
- Bird Cove[9]
- Biscay Bay
- Bishop's Cove
- Branch
- Brent's Cove
- Bryant's Cove[9]
- Burlington
- Cape St. George-Petit Jardin-Grand Jardin-De Grau-Marches Point-Loretto
- Carmanville
- Cartwright
- Coachman's Cove
- Colinet
- Comfort Cove-Newstead
- Conche
- Cook's Harbour
- Cormack
- Cox's Cove
- Crow Head
- Daniel's Harbour
- Daniel's Point
- Davis Inlet
- Duntara
- Eastport
- English Harbour East
- Fermeuse
- Ferryland
- Fleur de Lys
- Flower's Cove
- Forteau
- Fox Harbour
- Frenchman's Cove
- Gallants
- Gaskiers
- Gaskiers-Point La Haye
- Gayside
- Gillams
- Glenburnie-Birchy Head-Shoal Brook[9]
- Glenwood
- Goose Cove East
- Grand le Pierre
- Great Harbour Deep
- Hampden
- Happy Adventure
- Harbour Breton
- Harbour Grace South
- Harbour Main
- Hawke's Bay
- Head of Bay d'Espoir
- Hermitage
- Hopedale
- Howley
- Hughes Brook
- Indian Bay
- Irishtown
- Isle aux Morts
- Jacques Fontaine
- Keels
- King's Cove
- King's Point
- L'Anse-au-Clair
- L'Anse-au-Loup
- Lark Harbour
- Lawn
- Leading Tickles West
- Lewin's Cove
- Little Bay
- Little Bay East[9]
- Little Bay Islands
- Lord's Cove
- Lourdes
- Lushes Bight-Beaumont-Beaumont North
- Makkovik
- Mary's Harbour
- McIvers
- Meadows
- Melrose
- Merasheen
- Middle Arm
- Miles Cove
- Millertown
- Milltown
- Ming's Bight
- Morrisville
- Mouse Island
- Nain
- Newtown
- Nipper's Harbour
- Norris Point
- North River
- North West River
- Parker's Cove
- Parson's Pond
- Pasadena-Midland
- Pilley's Island
- Pinware[9]
- Plate Cove East
- Plate Cove West
- Point au Gaul
- Point Lance
- Point May
- Point of Bay
- Pool's Cove
- Port Anson
- Port au Bras
- Port Elizabeth
- Port Hope Simpson
- Port Kirwan
- Port Rexton
- Port Saunders
- Portugal Cove South
- Postville
- Raleigh
- Red Bay
- Red Harbour
- Reidville
- Rencontre East
- Renews-Cappahayden
- Rigolet[9]
- River of Ponds
- Riverhead
- Robert's Arm
- Rocky Harbour
- Roddickton
- Rushoon
- Sally's Cove
- Sandringham
- Sandy Cove (Eastport)
- Sandy Cove (Great Northern Peninsula)
- Seal Cove (Baie Verte)
- Seal Cove (Connaigre)
- South Brook (Halls Bay)
- South Brook (Pasadena)
- St. Alban's
- St. Brendan's
- St. Bride's
- St. Joseph's (Avalon)
- St. Joseph's (Burin)
- St. Lunaire-Griquet
- St. Mary's
- St. Pauls
- St. Shott's
- Steady Brook
- Summerside
- Terra Nova
- Tilt Cove
- Tilting
- Traytown
- Trinity
- Trout River
- West St. Modeste
- Westport
- Whiteway
- Wild Bight
- Winterland
- Woods Island
- Woodstock
- Woody Island
- Woody Point
- York Harbour